# Yungdrung Ling
Yungdrung Ling is een klooster uit de Tibetaanse religie bön. Het klooster bevindt zich in de regio Namling in de prefectuur Shigatse in de Tibetaanse Autonome Regio. Het klooster bevindt zich onder het klooster Menri in de buurt van de monding van de rivier Gungchu in de rivier Yarlung Tsangpo en als zodanig tussen de steden Lhasa en Shigatse in.

## Geschiedenis
Nangtön Dawa Gyeltsen (1796 - ?) stichtte het klooster Yungdrung Ling in 1836. In de 20e eeuw sloten negen andere kloosters in de provincies Kham en Amdo zich bij het klooster aan.
Er was een verschil met de beoefening van bön in Menri, met betrekking tot de soetra's. Studies van de tantra en dzogchen konden privé in een individueel onderwijs beoefend worden, dan wel door verdere studie in de Tibetaans boeddhistische gelugkloosters Drepung of Sera.
Yungdrung Ling is een universiteitsklooster die vier faculteiten had: Yungdrungling (g.yung drung gling), Kunseling (kun gsal gling), Kunkhyabling (kun khyab gling) en Kundragling (kun grags gling) – met acht afdelingen.
In de loop van de geschiedenis woonden in het klooster tussen de 300 en 500 monniken. Tijdens de Culturele Revolutie (1966-76) werd het klooster verwoest. In het eerste decennium van de 21e eeuw studeren in Yungdrung Ling weer rond de 60 monniken.

## Het klooster
De hoofdhal van het klooster heeft twee verdiepingen, met een oppervlakte van 800 vierkante meter die ondersteund worden door 64 zuilen. Op de begane grond bevindt zich de centrale vergaderruimte. In het priesterkoor van de Dukhang bevindt zich de stoepa met de relikwieën van de stichter van het klooster, Dawa Gyeltshen.